# Улица Пирогова (Киев)
У́лица Пирого́ва (укр. ву́лиця Пирого́ва) — улица в Шевченковском районе города Киева, местность Афанасиевский яр. Пролегает от улицы Богдана Хмельницкого до бульвара Тараса Шевченко .

## История
Улица известна с 50-х годов XIX века под названием Больничная. Название было связано с больницей, к которой подходила улица, проложенная рядом с Анатомическим театром. В 1869 году улица получила название Пироговская в честь русского хирурга, анатома и педагога Николая Пирогова. Современное название используется с 1970-х годов (официального переименования не было).

## Здания
- Национальный педагогический университет имени Михаила Драгоманова, № 9
- Национальный институт стратегических исследований, № 7-а

## Изображения

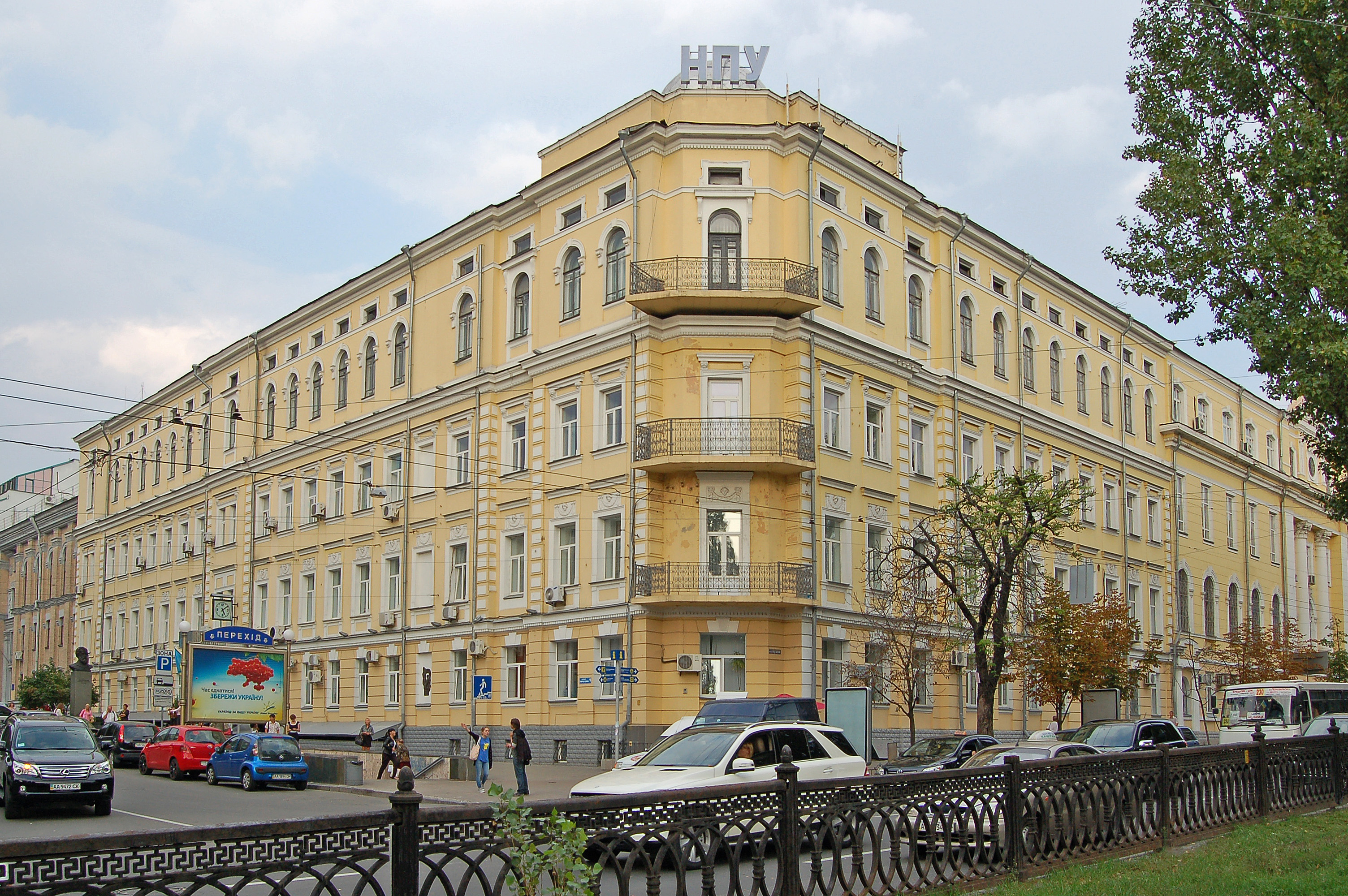
Здание главного корпуса педагогического университета

## Объекты культурного наследия
| Название                              | Год появления         | Адрес              | Охранный номер | Тип    | Изображение |
| ------------------------------------- | --------------------- | ------------------ | -------------- | ------ | ----------- |
| Дом жилой сотрудников наркомхоза УССР | 1934—1936             | ул. Пирогова, 2/37 | 117            | А-мест |             |
| Дом доходный                          | кон. XIX — нач. XX в. | ул. Пирогова, 5    |                | АГС-нв |             |
| Флигель                               | 1930-е                | ул. Пирогова, 5-а  |                | АГС-нв |             |
| Дом доходный                          | 1909                  | ул. Пирогова, 6    | 214            | И-мест |             |
| Памятник М. П. Драгоманову            | 2002                  | ул. Пирогова, 9    |                | М-нв   |             |